# Australisk svartspetshaj
Australisk svartspetshaj (Carcharhinus tilstoni) är en art i familjen gråhajar (Carcharhinidae).
Hajen har sin hemvist i gränsområdet mellan Indiska oceanen, Stilla havet och några mindre hav vid Indonesien mellan latituderna 10° N and 28° S. Den återfinns från ytan ner mot 150 meters djup. Hajens längd varierar och kan gå upp mot 2 meter.
Australiska svartspetshajen har hittills bara hittats runt Tropiska Australiens kontinentalsockel. Den är mycket lik svartspetshajen och kan i stort sett bara särskiljas från den genom biokemiska studier och genom undersökning av ryggkotorna.